# توبیاس کل
توبیاس کل (انگلیسی: Tobias Cole؛ ‏ ۷ اوت ۱۹۷۱) موسیقی‌دان، موسیقی‌شناس، رهبر ارکستر و خوانندهٔ کنترتنوری اپرا اهل استرالیا است. او در هلند به دنیا آمد چرا که پدرش در آن هنگام به عنوان یک اخترشناس رادیویی در دانشگاه لیدن مشغول به کار بود. توبیاس دانش‌آموختهٔ دانشگاه سیدنی است و تحصیلات خود را در رشتۀ خوانندگی اپرا در کالج سلطنتی موسیقی لندن پی گرفت.